# Manny Mori
Emanuel "Manny" Mori, född 25 december 1948 på ön Fefan, var president för Mikronesiska federationen från den 11 maj 2007 till 11 maj 2015. Han efterträddes av Peter M. Christian.